# Meios
Meios ist eine Gemeinde (Freguesia) im portugiesischen Kreis Guarda. In ihr leben 150 Einwohner (Stand 19. April 2021).